# Antiform

Aardolie- en aardgasreservoir in een antiform

Binnen de structurele geologie wordt met een antiform een plooi met naar beneden wijzende flanken bedoeld. Anders gezegd is een antiform een plooi die met de convexe zijde naar boven wijst.
Een antiform wordt, net als een synform, gevormd door compressie van oorspronkelijk horizontaal afgezette lagen sediment (strata). De term antiform zegt alleen iets over de vorm van de plooi, niet over de leeftijd van het gesteente. Een antiform die een normale opeenvolging kent (met het oudste gesteente in de kern en het jongere gesteente in de flanken), wordt een anticline genoemd. De tegenhanger hiervan is de syncline.